# Lincoln MKR
 (octobre 2021).
La mise en forme du texte ne suit pas les recommandations de Wikipédia : il faut le « wikifier ».
Les points d'amélioration suivants sont les cas les plus fréquents. Le détail des points à revoir est peut-être précisé sur la page de discussion.
- Les titres sont pré-formatés par le logiciel. Ils ne sont ni en capitales, ni en gras.
- Le texte ne doit pas être écrit en capitales (les noms de famille non plus), ni en gras, ni en italique, ni en « petit »…
- Le gras n'est utilisé que pour surligner le titre de l'article dans l'introduction, une seule fois.
- L'italique est rarement utilisé : mots en langue étrangère, titres d'œuvres, noms de bateaux, etc.
- Les citations ne sont pas en italique mais en corps de texte normal. Elles sont entourées par des guillemets français : « et ».
- Les listes à puces sont à éviter, des paragraphes rédigés étant largement préférés. Les tableaux sont à réserver à la présentation de données structurées (résultats, etc.).
- Les appels de note de bas de page (petits chiffres en exposant, introduits par l'outil «  Source ») sont à placer entre la fin de phrase et le point final[comme ça].
- Les liens internes (vers d'autres articles de Wikipédia) sont à choisir avec parcimonie. Créez des liens vers des articles approfondissant le sujet. Les termes génériques sans rapport avec le sujet sont à éviter, ainsi que les répétitions de liens vers un même terme.
- Les liens externes sont à placer uniquement dans une section « Liens externes », à la fin de l'article. Ces liens sont à choisir avec parcimonie suivant les règles définies. Si un lien sert de source à l'article, son insertion dans le texte est à faire par les notes de bas de page.
- La présentation des références doit suivre les conventions bibliographiques. Il est recommandé d'utiliser les modèles {{Ouvrage}}, {{Chapitre}}, {{Article}}, {{Lien web}} et/ou {{Bibliographie}}. Le mode d'édition visuel peut mettre en forme automatiquement les références.
- Insérer une infobox (cadre d'informations à droite) n'est pas obligatoire pour parachever la mise en page.

Pour une aide détaillée, merci de consulter Aide:Wikification.
Si vous pensez que ces points ont été résolus, vous pouvez retirer ce bandeau et améliorer la mise en forme d'un autre article.
Le concept-car Lincoln MKR est un modèle de berline fastback 4 portes haut de gamme, présenté au Salon international de l'automobile d'Amérique du Nord de 2007 par la marque américaine Lincoln. Son châssis est basé sur la plate-forme Ford D2C utilisée également sur la Ford Mustang. Le MKR a marqué la génération suivante de véhicules Lincoln haut de gamme, introduisant la nouvelle famille de moteurs TwinForce et une calandre en cascade «bow wave» redessinée. Le concept-car fut dévoilé pour la première fois aux médias et au public dans un communiqué de presse daté du 1er janvier 2007.

## Concept
Le concept-car comporte une suspension arrière indépendante, avec des jambes de force du système MacPherson à l'avant. Le moteur sélectionné pour le concept MKR introduisit la génération suivante de moteurs Ford à double turbocompresseur. Le prototype TwinForce 3,5 L biturbo, V6 essence à injection directe est également capable de fonctionner à l'éthanol E85, produisant jusqu'à 420 ch (309 kW) et 400 N m de couple.
Le design intérieur comprend des matériaux respectueux de l'environnement et renouvelables, tels que du cuir cachemire, un tableau de bord en chêne fabriqué à partir de bois recyclé, un tapis en mohair et une mousse de coussin de siège à base de soja. Le concept-car est également équipé du système audio automobile certifié THX II.
Le concept MKR est introduit en même temps que la Lincoln MKS, qui devint la berline phare de la marque. Le MKR est le visage de la stratégie de conception de Lincoln à cette époque, résumée en 8 caractéristiques majeures :
- Surfaces de carrosserie épurées
- Ceinture de caisse haute
- Les portières antagonistes arrière (faciles d'accès pour les passagers)
- Surfaces chanfreinées parallèles à la ligne de ceinture de caisse
- Calandre à double aile "bow-wave" à deux orifices (inspirée de la Lincoln Continental Cabriolet de 1941)
- Phares horizontaux minces et feux arrière à diodes électroluminescentes minces s'étirant sur toute la largeur du véhicule
- Montant central épais se terminant en douceur dans le toit en porte-à-faux
- Lignes de toit prononcées

La conception fut confiée à Special Projects Inc, qui a également construit de nombreux autres concept-cars pour Ford, notamment Ford 427, Ford Super Chief, Ford Flex et Lincoln Blackwood.

## Production
À ce jour, Ford n'a pas annoncé de production du MKR, bien que de nombreux éléments de celui-ci aient été utilisés pour des véhicules de production, comme les Lincoln MKS (2009), MKZ et MKX (2010) et MKT (2011). Le concept Lincoln C partage également des caractéristiques avec le MKR.
Si le MKR avait été approuvé à sa sortie, son lancement aurait certainement été acté autour de 2011, et le véhicule aurait probablement été fabriqué à l'usine d'assemblage de Flat Rock (Michigan), aux côtés de la Ford Mustang, avec laquelle il aurait partagé une plate-forme.

## Caractéristiques
- Groupe motopropulseur : moteur V6 TwinForce de 3,5 litres – 421 ch (309 kW) et 542 N m
- Dimensions du châssis :
  - Longueur totale : 4 971 mm
  - Empattement : 2 868 mm
  - Largeur : 1 915 mm
  - Hauteur hors tout en bordure : 1 339 mm
  - Largeur de voie avant : 1 618 mm
  - Largeur de voie arrière : 1 621 mm
- Freins : Disque Brembo power aux 4 roues avec ABS et système antipatinage
- Suspension avant: jambes de force MacPherson avec bras de commande inférieurs en forme de L tournés vers l'arrière et barre stabilisatrice
- Suspension arrière : Suspension arrière indépendante
- Intérieur:
  - Hauteur sous barrot avant : 960 mm
  - Hauteur sous barrot arrière : 937 mm
  - Espace pour les jambes avant : 1 085 mm
  - Espace pour les jambes arrière : 856 mm
- Capacité bagages : 370 L